# Citrinophila marginalis
Citrinophila marginalis är en fjärilsart som beskrevs av Kirby 1887. Citrinophila marginalis ingår i släktet Citrinophila och familjen juvelvingar. Inga underarter finns listade i Catalogue of Life.